# Conotrachelus texanus
Conotrachelus texanus – gatunek chrząszcza z rodziny ryjkowcowatych.

## Taksonomia
Gatunek ten został opisany w 1906 roku przez Charlesa Schaffera. Lokalizacją typową jest Brownsville w Teksasie.

## Zasięg występowania
Znany jedynie z Hrabstwa Cameron w skrajnie płd. Teksasie w USA.

## Budowa ciała
Osiąga 3,5 mm długości. Ubarwienie  pokryw kremowo-brązowe z czarnymi plamkami. głowa i przedplecze czarne.